# Trevin Wallace
Trevin Wallace (Jesup, 22 febbraio 2003) è un giocatore di football americano statunitense che milita nel ruolo di linebacker per i Carolina Panthers della National Football League (NFL).

## Carriera universitaria
Wallace giocò a Kentucky dal 2021 al 2023. Nella prima stagione giocò come titolare una gara su 12, facendo registrare 32 tackle e 2 sack. Nel 2022 disputò come titolare 6 gare su 12, terminando con 54 placcaggi, 2,5 sack e 2 intercetti. Nel 2023 ebbe 80 tackle, 5,5 sack e un intercetto. A fine stagione decise di passare tra i professionisti.

## Carriera professionistica
Wallace fu scelto nel corso del terzo giro (72º assoluto) del Draft NFL 2024 dai Carolina Panthers. Debuttò come professionista subentrando nella gara del primo turno contro i New Orleans Saints. Due settimane dopo mise a segno i primi due placcaggi contro i Las Vegas Raiders. La sua prima stagione terminò con 64 tackle, un sack e due fumble forzati in 13 presenze, di cui 8 come titolare.